# 德語能力鑑定測驗
德国大学入学德语考试（德語：Deutsche Sprachprüfung für den Hochschulzugang ausländischer Studienbewerber，簡稱DSH）是測試德語能力的考試，對象是母語非德語人士。這項考試是許多德語系國家或地區大學註冊入學的依據之一。DSH考试一般由各个大学自主命题，自主判卷，成绩分为DSH1，DSH2，DSH3三档（3为最高）。一般情况下德国大学入学要求达到DSH2水平，一般情况下，全德国大学承认所有DSH考试结果，但是也存在部分大学也已经取消对于DSH考试的承认，或者仅对本学校的DSH考试成绩予以承认的情况。
一般情况下DSH考试分为阅读，听力，写作，语法，口语五个部分，其中口语考试在某些情况下是可以不必参加的。在出题方面，各个大学会针对各自特色对题目有所偏重，如偏重文科的大学的DSH考试会偏向于出人文类题目，偏重工科的学校会出偏向于科技类的题目。
原则上每人只能参加两次DSH考试，但是现在一般没有此限制。
在中国大陆的部分大学现在也在和德国大学合作，由德方教师到中方大学组织考试。截止2024年3月有以下考点.
- 中国石油大学(华东)和慕尼黑大学合作的DSH考点
- 北京理工大学和卡尔斯鲁厄工业大学合作的DSH考点 （页面存档备份，存于）
- 北京外国语大学和海德堡大学合作的DSH考点 （页面存档备份，存于）
- 浙江大学和马尔堡大学合作的DSH考点 （页面存档备份，存于）
- 同济大学与达姆斯塔特工业大学以及马尔堡大学合作的DSH考点 （页面存档备份，存于）
- 上海外国语大学与卡尔斯鲁厄工业大学合作的DSH考点 （页面存档备份，存于）